# SpVgg Erkenschwick
Spielvereingung 1916 Erkenschwick e.V. – niemiecki klub piłkarski z siedzibą w mieście Oer-Erkenschwick, występujący w Westfalenlidze, stanowiącej szósty poziom rozgrywek w Niemczech.

## Historia
Klub został założony w 1916 roku jako Sportverein Erkenschwick. W 1918 roku połączył się z Emscher-Lippe-Spielverband, tworząc Sportfreunde Erkenschwick. Następnie, w 1921 roku doszło do fuzji z Turn- und Leichtathletikverein TV Erkenschwick, w wyniku czego powstał sportowy klub TuS 09 Erkenschwick. Jego sekcja piłkarska odłączyła się i połączyła z Blau-Weiss Oer, tworząc SpVgg Erkenschwick. Przez 10 sezonów klub występował w najwyższej klasie rozgrywkowej (Gauliga, Landesliga, Oberliga), a także przez 16 na drugim szczeblu rozgrywek (Oberliga, Regionalliga, 2. Bundesliga).

## Reprezentanci kraju grający w klubie
- Horst Szymaniak
- Willy Jürissen

## Występy w lidze
| Liga                           | Poziom | Sezony razem | Sezony szczegółowo                                                                     |
| ------------------------------ | ------ | ------------ | -------------------------------------------------------------------------------------- |
| Gauliga (grupa Westfalen)      | I      | 2            | 1943/1944, 1944/1945                                                                   |
| Landesliga (grupa Westfalen 2) | I      | 2            | 1945/1946, 1946/1947                                                                   |
| Oberliga (grupa West)          | I      | 6            | 1947/1948, 1948/1949, 1949/1950, 1950/1951, 1951/1952, 1952/1953                       |
| 2. Oberliga (grupa West)       | II     | 8            | 1953/1954, 1954/1955, 1955/1956, 1956/1957, 1958/1959, 1959/1960, 1960/1961, 1961/1962 |
| Regionalliga (grupa West)      | II     | 5            | 1969/1970, 1970/1971, 1971/1972, 1972/1973, 1973/1974                                  |
| 2. Bundesliga (grupa Nord)     | II     | 3            | 1974/1975, 1975/1976, 1980/1981                                                        |